# 김차연 (핸드볼 선수)
김차연(金且妍, 1981년 2월 10일~)은 대한민국의 핸드볼 선수이다.

## 학력
- 용호초등학교
- 용호중학교
- 부산진여자상업고등학교

## 경력
- 2002년 아시안 게임 여자 핸드볼 국가대표
- 2004년 하계 올림픽 여자 핸드볼 국가대표
- 2006년 아시안 게임 여자 핸드볼 국가대표
- 2008년 하계 올림픽 여자 핸드볼 국가대표
- 2010년 아시안 게임 여자 핸드볼 국가대표
- 2012년 하계 올림픽 여자 핸드볼 국가대표

## 수상
- 2002년 아시안 게임 여자 핸드볼 금메달
- 2004년 하계 올림픽 여자 핸드볼 은메달
- 2006년 아시안 게임 여자 핸드볼 금메달
- 2008년 하계 올림픽 여자 핸드볼 동메달
- 2010년 아시안 게임 여자 핸드볼 동메달